# أديب طاهر زاده
أديب طاهر زاده (29 أبريل 1921 في يزد، إيران - 26 يناير 2000) كان مؤلفًا بهائيًا خدم أيضًا كعضو في بيت العدل الأعظم، الهيئة الحاكمة العليا للبهائيين، بين عامي 1988 و2000.

## السيرة الذاتية
وُلِد طاهر زاده في إيران من عائلة إيرانية. كانت عائلته مرتبطة ارتباطًا وثيقًا بالدين البهائي منذ نعومة أظفاره، في يزد، إيران .
خدم طاهر زاده في الجمعية الروحية الوطنية للبهائيين في الجزر البريطانية من عام 1960 إلى عام 1971. انتخب عضوا في الجمعية الروحية الوطنية للبهائيين في جمهورية أيرلندا عندما تم تشكيلها في عام 1972 وتم تعيينه في عام 1976 في مجلس المستشارين القاري الأوروبي، وهو هيئة استشارية عليا. انتخب عضوا في بيت العدل الأعظم سنة 1988م. 
كتب طاهر زاده عدة كتب عن تاريخ البهائية وتعاليمها، والتي تضمنت دراسة مكونة من أربعة مجلدات عن حياة وكتابات بهاء الله، مؤسس الدين البهائي.

## أعمال
- Taherzadeh، Adib (2000). The Child of the Covenant. Oxford, UK: George Ronald. ISBN:0-85398-439-5. مؤرشف من الأصل في 2024-05-20.

- Taherzadeh، Adib (1992). The Covenant of Baháʼu'lláh. Oxford, UK: George Ronald. ISBN:0-85398-344-5. مؤرشف من الأصل في 2025-02-10.

- Taherzadeh، Adib (1974). The Revelation of Baháʼu'lláh, Volume 1: Baghdad 1853-63. Oxford, UK: George Ronald. ISBN:0-85398-052-7. مؤرشف من الأصل في 2018-09-12.

- Taherzadeh، Adib (1977). The Revelation of Baháʼu'lláh, Volume 2: Adrianople 1863-68. Oxford, UK: George Ronald. ISBN:0-85398-071-3. مؤرشف من الأصل في 2018-08-31.

- Taherzadeh، Adib (1983). The Revelation of Baháʼu'lláh, Volume 3: ʻAkka, The Early Years 1868-77. Oxford, UK: George Ronald. ISBN:0-85398-143-4. مؤرشف من الأصل في 2018-08-28.

- Taherzadeh، Adib (1987). The Revelation of Baháʼu'lláh, Volume 4: Mazra'ih & Bahji 1877-92. Oxford, UK: George Ronald. ISBN:0-85398-270-8. مؤرشف من الأصل في 2018-09-12.

- Taherzadeh، Adib (1972). Trustees of the Merciful. London, UK: Baháʼí Publishing Trust. ISBN:0-900125-09-8. مؤرشف من الأصل في 2025-04-03.

- طاهر زاده، أ.؛ الجمعية الروحية للبهائيين في أيرلندا (1982). الروحانية في المجتمع البهائي - خطة للتدريس .

- بارنز، كايزر (محرر) (2003). قصص بهاء الله وبعض المؤمنين البارزين . مقتطفات مجمعة من كتاب أديب طاهر زاده "ظهور حضرة بهاء الله"، المجلدات 1-4.